# Eresia alsina
Eresia alsina är en fjärilsart som beskrevs av William Chapman Hewitson 1869. Eresia alsina ingår i släktet Eresia och familjen praktfjärilar. Inga underarter finns listade i Catalogue of Life.